# 藤原興風
藤原 興風（ふじわら の おきかぜ）は、平安時代前期の歌人・官人。藤原京家、参議・藤原浜成の曾孫。相模掾・藤原道成の子。官位は正六位上・下総大掾。三十六歌仙の一人。

## 経歴
昌泰3年（900年）父・道成と二代続けて相模掾に任ぜられる。治部少丞を挟んで、延喜4年（904年）上野権大掾、延喜14年（914年）上総権大掾と、主に地方官を歴任し、位階は正六位上に至る。
官位は低かったが『古今和歌集』の時代における代表的な歌人で、「寛平后宮歌合」「亭子院歌合」等の歌合への参加も多く見られる。『古今和歌集』（17首）以下の勅撰和歌集に38首が入集。家集に『興風集』がある。管弦にも秀でていたという。
- 小倉百人一首
  - 34番 誰をかも 知る人にせむ 高砂の 松も昔の 友ならなくに（『古今和歌集』雑上909）

## 官歴
注記のないものは『古今和歌集目録』による。
- 昌泰3年（900年）正月11日：相模掾（銅院皇后宮当年給）
- 延喜2年（902年）2月23日：治部少丞
- 延喜4年（904年）正月25日：上野権大掾（上野大掾高階師尚相替）

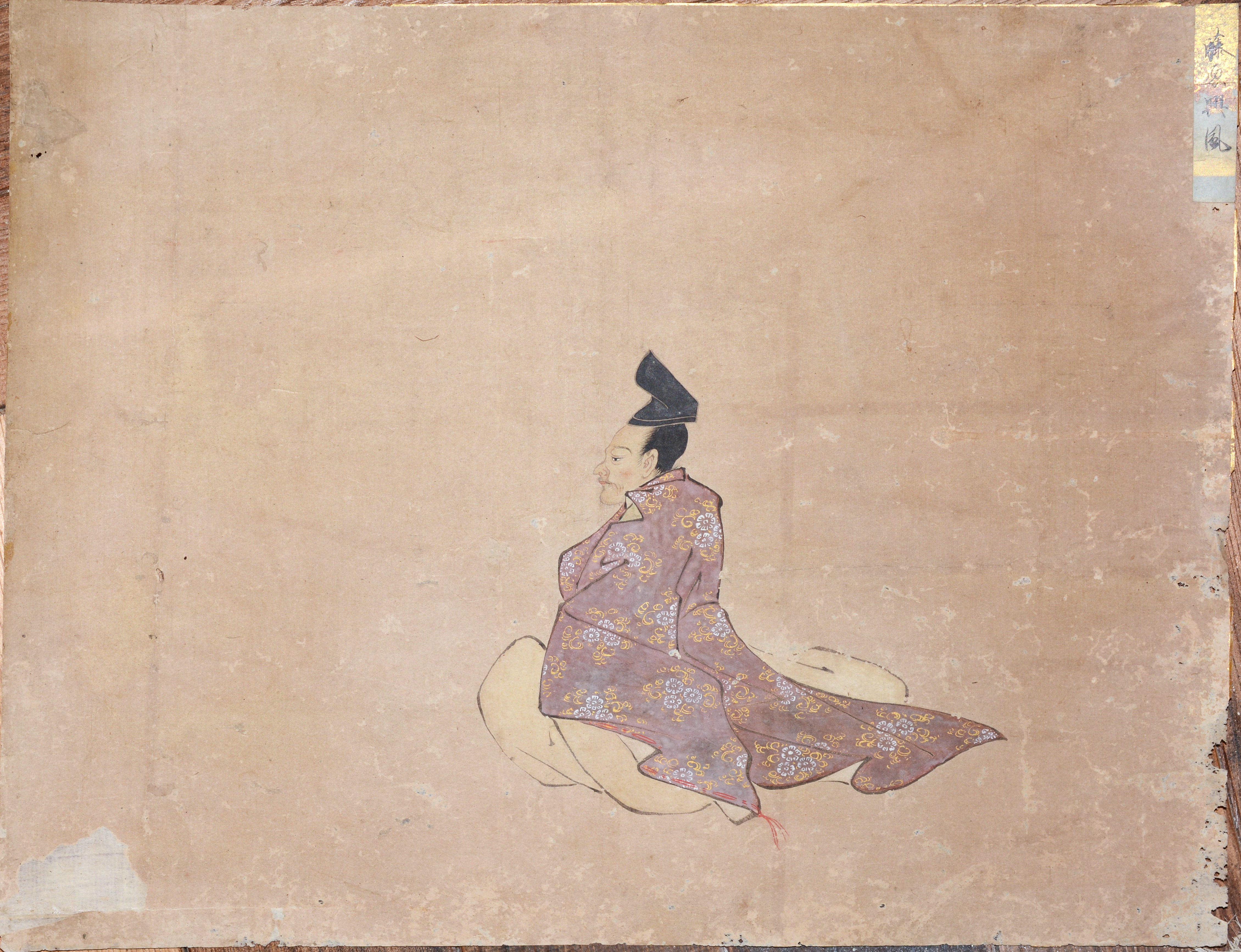
藤原興風　三十六歌仙絵（個人蔵）

- 藤原興風　三十六歌仙絵（個人蔵）延喜14年（914年）4月22日：下総大掾（清和院御給）
- 時期不詳：正六位上[2]